# Andri Beyeler
Andri Beyeler (* 27. Mai 1976 in Schaffhausen) ist ein Schweizer Dramaturg und Theaterautor.

## Leben und Wirken
Andri Beyeler wurde 1976 in Schaffhausen geboren. Er studierte ab 1997 in Bern und arbeitete währenddessen als Dramaturg in professionellen und Amateurtheatern der Schweiz. 1998 nahm er am 2nd Festival of Young Playwrights Interplay Europe in Berlin, 2000 an der Dramatikerwerkstatt in Wolfenbüttel und 2001 am DRAMATIKERFORUM am prinz regent theater Bochum teil. 2002–2003 war Beyeler Hausautor des Nationaltheaters Mannheim, 2003–2004 am Staatstheater Stuttgart. Beyeler schreibt Übersetzungen und Bearbeitungen sowie eigene Theaterstücke.

## Auszeichnungen
- 2000: Stipendium Paul Maar des Kinder- und Jugendtheaterzentrums in Deutschland
- 2004: Deutscher Jugendtheaterpreis für The killer in me is the killer in you my love
- 2005: Brüder-Grimm-Preis des Landes Berlin für seine Kinder- und Jugendtheaterstücke
- 2006: Förderpreis des Kantons Bern (gemeinsam mit Martin Bieri)
- 2017: Welti-Preis für das Drama[1]
- 2019: Contempo-Preis[2]
- 2021: Niederländisch-Deutscher Kinder- und Jugenddramatikerpreis für das Stück Spring doch[3]
- 2023: Literaturpreis des Kantons Bern[4]

## Stücke
- Die Krähen haben es gut, sie fliegen abends nach Hause.
- back of your head. (Uraufgeführt unter dem Titel Tschüss. Andrea. In der Fass Bühne, Schaffhausen, 1999)
- Romeo & Julia nach William Shakespeare. (Uraufgeführt: Kammgarn, Schaffhausen, 2000)
- Schwesterherz. (Uraufgeführt: Fass Bühne, Schaffhausen, 2001)
- Kick & Rush. (Uraufgeführt: Raum 33, Basel, 2001)
- Sie haben heut abend Gesellschaft. (Uraufgeführt: Fabriktheater Rote Fabrik, Zürich, 2002; Deutsche Erstaufführung: Theater am Schlachthof, Neuss, 2006)
- Die Kuh Rosmarie. Nach einem Bilderbuch von Frauke Nahrgang. (Uraufgeführt: Pavillon, Luzern, 2002)
- The killer in me is the killer in you my love. (Uraufgeführt: Thalia Theater in der Gaussstrasse, Hamburg, 2002)
- Je ne m’en sonviens plus (mais ce n’est pas vrai). (Uraufgeführt: Fabriktheater Rote Fabrik, Zürich, 2003; Deutsche Erstaufführung: Theater am Schlachthof, Neuss, 2007)
- Park (if drinking don’t kill me I don’t know what will). Mini-Drama. (Uraufgeführt: Staatstheater Wiesbaden, Wiesbaden, 2004)
- Wie Ida einen Schatz versteckt und Jakob keinen findet. Nach einem Bilderbuch von Simone Baumann und Barblin Sindelar. (Uraufgeführt: schnawwl am Nationaltheater Mannheim, Mannheim, 2004)
- Die sieben Leben eines Sportskameraden. (Mit Martin Bieri) (Uraufgeführt: Luzerner Theater, Luzern, 2006)
- Rock and Roll will never dead. (Mit Martin Bieri) Kurzdrama (Uraufgeführt: Schauspiel Essen, Essen, 2006)
- Mondscheiner. (Uraufgeführt: Theater Basel, Basel, 2009)
- Geisterspiel. (Mit Martin Bieri) (Uraufgeführt: Theater Winkelwiese, Zürich, 2019)
- Spring doch. (Uraufführung 20.03.22, Kinder- und Jugendtheater Speyer e.V)[5]

## Publikationen
- Mondscheiner. Ballade (edition spoken script 27, Der gesunde Menschenversand, 2018)
- Sang von einem Drucker und Siedler (Der gesunde Menschenversand, 2024)